# قانون اساسی جمهوری داغستان

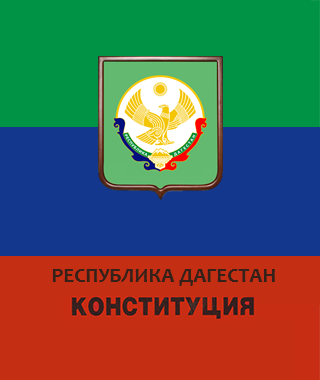
قانون اساسی جمهوری داغستان

قانون اساسی جمهوری داغستان (به روسی: Конституция Республики Дагестан) قانون اساسی جمهوری داغستان در فدراسیون روسیه است. این قانون در ۱۰ ژوئیه ۲۰۰۳ تصویب شده‌است و تاکنون در ۶ دوره در ۱۲ اکتبر ۲۰۰۵، ۴ آوریل و ۸ دسامبر ۲۰۰۶، ۷ اکتبر ۲۰۰۸، ۳ فوریه ۲۰۰۹ و ۵ آوریل ۲۰۱۰ مورد بازنگری قرار گرفته‌است که آخرین مورد مربوط به روش انتخاب رئیس‌جمهور داغستان بود. این قانون اساسی دارای ۱۱ فصل و ۱۰۵ ماده است.